# Simplon-Orient-Express
Der Simplon-Orient-Express, abgekürzt SOE, verkürzt auch als Simplon-Express oder Simplon-Orient bezeichnet, war ein internationaler Fernzug, der in der Nachfolge des bis 1914 zwischen Paris und Konstantinopel verkehrenden Orient-Express von 1920 bis 1962 auf der Strecke Paris–Venedig–Istanbul täglich verkehrte. Bis 1940 besaß er auch einen Flügelzug nach bzw. ab Bukarest, der im jugoslawischen Vinkovci abgetrennt wurde. Von 1940 bis 1945 kam es durch den Zweiten Weltkrieg zu Unterbrechungen und verkürzten Laufwegen, ebenso in den 1950er Jahren wegen bulgarisch-türkischer Grenzkonflikte. Bis 1941 verkehrte der Simplon-Orient-Express als Luxuszug der Compagnie Internationale des Wagons-Lits (CIWL). Nach Kriegsende wurde er als Schnellzug mit Sitzwagen der beteiligten Staatsbahnen sowie Schlaf- und Speisewagen der CIWL fortgeführt. Im Zuge einer Neuordnung der Verkehre zwischen Mitteleuropa und den Balkanstaaten wurde der Zuglauf 1962 eingestellt. Der Name leitete sich vom Simplontunnel ab, der für die Alpenquerung genutzt wurde.

## Geschichte

### Vorgeschichte
Bereits in den 1900er und 1910er Jahren wurden immer wieder Vorschläge für eine andere vom Orient-Express unabhängige Eisenbahnverbindung in den Osten gemacht, die nicht durch das Deutsche Kaiserreich und Österreich-Ungarn geführt hätte. Die Vorschläge scheiterten am Widerstand Österreichs. Mit der Eröffnung der Simplonstrecke im Jahre 1906 sah Frankreich neue Möglichkeiten für den internationalen Reisezugverkehr, was die Einführung des Simplon-Express ermöglichte, der ab 1906 Paris mit Mailand verband.
Nachdem der Orient-Express im Ersten Weltkrieg eingestellt worden war, sollte nach dem Krieg wieder eine Verbindung von Paris nach Istanbul geschaffen werden. Anders als der Orient-Express wurde bewusst ein Zuglauf vorgeschlagen, der nicht über München und Wien führt. Die CIWL war anfangs vom Erfolg des neuen Zuglaufs, der die im Krieg unterlegenen Staaten Deutschland, Österreich und Ungarn umfuhr, nicht überzeugt. An der Pariser Friedenskonferenz 1919 und begleitenden Verhandlungen wurde der Laufweg des Simplon-Orient-Express von Paris durch den Simplontunnel und Oberitalien nach Triest und weiter durch Jugoslawien festgelegt. Erst in Belgrad wurde die Route des Orient-Express vor den Kriegsjahren wieder erreicht, auf der der Zug seine Reise nach Istanbul fortsetzte.

### 1919 bis 1941

Zugbildung des Simplon-Orient-Express im Abschnitt Mailand–Triest im Jahr 1921

Am 11. April 1919 verkehrte der Zug erstmals, aber nur bis Triest. Ab Januar 1920 fuhr er durchgehend bis Belgrad und im Sommer des gleichen Jahres bis Istanbul, wobei Kurswagen nach Bukarest mitgeführt wurden. Der ebenfalls als Simplon-Orient-Express bezeichnete Flügelzug nach Bukarest wurde in Vinkovci abgesetzt, und unter Umgehung ungarischen Gebiets über Subotica und Timișoara geführt. Ein Jahr später erhielt der Zug auch einen Schlafwagen nach Athen, das damit erstmals eine umsteigefreie Bahnverbindung von und nach Westeuropa erhielt.
Um den Simplon-Orient-Express herum entstand in den Folgejahren ein ganzes System von Zubringerzügen mit Kurswagen. Für den Verkehr mit England verkehrten Wagen ab Calais und Ostende. Letztere verkehrten nur bis 1925 über Luxemburg, Straßburg, Basel und die Gotthardbahn nach Mailand. Danach verkehrten die Kurswagen durch Deutschland und über Wien und Budapest, sodass sie erst in Belgrad dem Simplon-Orient-Express mitgegeben wurden. Weiter führte der Simplon-Orient-Express Kurswagen nach Athen und Piräus, dem Hafen von Athen.
Ab 1925 wurden die alten Teakholz-Speisewagen nach und nach durch solche mit Stahlwagenkasten ersetzt. Ab 1930 wurden neue Schlafwagen eingesetzt. Im selben Jahr war die Simplonstrecke durchgehend mit 15 kV Wechselspannung bei 16 2⁄3 Hz elektrifiziert, sodass der Simplon-Orient-Express auf dem Schweizer Streckenabschnitt zwischen Vallorbe und Domodossola meist mit einer Ae 4/7 bespannt wurde.
1930 wurde auch erstmals eine Schnellbootverbindung über den Bosporus angeboten, die den Anschluss an den ebenfalls von CIWL betriebenen Taurus-Express herstellte. Dieser Zug verkehrte ab Istanbul Haydarpaşa über Aleppo in Syrien nach Rayak im Libanon, nach Fertigstellung einer direkten Bahnverbindung ab 1933 nach Tripoli. Zwischen Rayak bzw. Tripoli und Haifa verkehrten Busse, ab Haifa bestand Zuganschluss nach Kairo.
Nach Beginn des Zweiten Weltkriegs am 1. September 1939 verkehrte der Simplon-Orient-Express zunächst vorübergehend nur zwischen Mailand und Istanbul, ab 7. September wurden auch die französischen und schweizerischen Abschnitte wieder bedient. Gegen Ende des deutschen Westfeldzugs, am 25. Mai 1940, verkehrte der Simplon-Orient-Express letztmals ab Paris und Calais in Richtung Istanbul. Die CIWL verkürzte den Zuglauf zunächst auf Mailand, ab 30. Mai verkehrte er dann zwischen Lausanne und Istanbul. Die Kurswagen von Berlin, Prag und München nach Istanbul waren zuvor bereits im April und Mai 1940 eingestellt worden. Bis dahin führte der Simplon-Orient-Express zwischen Belgrad und Istanbul Schlafwagen sowohl von Paris und von Berlin nach Istanbul in einem Zug, trotz des zwischen dem Deutschen Reich und Frankreich herrschenden Kriegszustands. Ab April 1941 – ein genaues Datum ist nicht bekannt – musste die CIWL nach Beginn des Balkanfeldzugs den Simplon-Orient-Express auch auf seinem restlichen Laufweg einstellen.

### 1945 bis 1962
Nach dem Zweiten Weltkrieg verkehrte der Simplon-Orient-Express am 13. November 1945 erstmals wieder auf der ganzen Strecke von Paris bis Istanbul. Im Zug war vorerst nur ein CIWL-Schlafwagen eingereiht, der Rest waren Sitzwagen erster und zweiter Wagenklasse. Der Zug wurde mit dem Wiedereinsetzen des Urlaubsverkehrs in den Fünfzigern zwischen Paris und Oberitalien hauptsächlich von Touristen genutzt. Während des Kalten Krieges nutzten nur wenige Geschäftsreisende und Diplomaten die Verbindung nach Osteuropa. Demzufolge bestand 1950 der Zug beim Grenzübertritt von Italien nach Jugoslawien lediglich aus dem Schlafwagen und dem Sitzwagen Paris–Istanbul und einem Gepäckwagen, der bis nach Belgrad mitgeführt wurde. Nach der Grenze wurden dem Zug in Sežana acht Reisezugwagen und zwei Güterwagen mitgegeben. Der vor dem Krieg vorhandene Flügelzug ab Vincovci nach Bukarest blieb dauerhaft eingestellt.

Zugbildung des Simplon-Orient-Express im Abschnitt Mailand–Venedig im Jahr 1950

Bis 1951 verkehrten keine Kurswagen nach Athen, weil in Griechenland Bürgerkrieg herrschte und die Grenze zwischen Jugoslawien und Griechenland geschlossen war. Von 1951 bis 1954 war die Verbindung nach Istanbul erneut unterbrochen, weil die bulgarisch-türkische Grenze geschlossen war. Ab 1954 verkehrten im Simplon-Orient-Express auf dem Abschnitt Paris–Triest auch Leichtstahlwagen der BLS und der SBB. Der Zug erreichte in diesem Abschnitt eine Höchstgeschwindigkeit von 125 km/h.
Der Ungarische Volksaufstand im Jahr 1956 und der Bau der Berliner Mauer 1961 kühlten die Beziehungen zwischen West- und Osteuropa weiter ab, sodass der Zug 1962 den Zusatz Orient verlor und lediglich noch als Simplon-Express zwischen Paris und Belgrad verkehrte. Die Verbindungen nach Istanbul und Athen wurden seitdem durch den Direct-Orient-Express hergestellt. Im Jahre 1977 wurde auch die letzte Schlafwagenverbindung Paris–Istanbul eingestellt.

### Venice Simplon-Orient-Express
Seit 1982 verkehrt in den Sommermonaten der luxuriöse Sonderzug Venice Simplon-Orient-Express, der aus ehemaligen CIWL-Wagen besteht. Wöchentlich werden Pauschalreisen London–Paris–Venedig angeboten und einmal pro Saison die Reise von Paris nach Istanbul. Der Zug verkehrt aber oft auf anderen Destinationen und benutzt auch nicht auf seiner Reise nach Istanbul den Laufweg des Simplon-Orient-Express. Der Name soll dabei an den Luxus der früheren fahrplanmäßigen Verbindung nach Konstantinopel/Istanbul erinnern.

## Laufweg
In Paris verließ der Zug am Abend den Gare de Lyon, wo die vom Flèche d’Or kommenden Kurswagen aus Calais zugestellt wurden. Über Dijon wurde nachts Vallorbe in der Schweiz erreicht. Nach Lausanne führte die Fahrt entlang des Genfersees durchs Wallis und den Simplontunnel zum Grenzbahnhof Domodossola und weiter nach Mailand, das gegen Mittag erreicht wurde. Von dort führte die Reise durch Oberitalien nach Venedig, Cervignano und Monfalcone. Hinter Triest begann die zweite Nacht, in der der Zug Jugoslawien durchquerte. Die Route führte über Ljubljana, Zagreb und Vinkovci nach Belgrad, wobei in der Zwischenkriegszeit in Vinkovci der Zugteil nach Bukarest ausgesetzt wurde. Dieser erreichte sein Ziel unter Umgehung ungarischen Gebiets über Subotica und Timișoara. Die Wagen nach Athen wurden in Niš einem Schnellzug übergeben. Der Simplon-Orient-Express fuhr danach über Sofia in Bulgarien bis zu dem Grenzbahnhof Svilengrad, danach führte die Route über den griechischen Grenzbahnhof in Ormenio für wenige Kilometer durch Griechenland, wechselte dann auf türkisches Gebiet mit Halt in Edirne und zurück nach Griechenland mit Halt in Pythio, bevor endgültig die Türkei erreicht wurde. Nach der dritten Nacht fuhr der Zug in Istanbul im Bahnhof Sirkeci ein.

## Fahrzeiten
Der Simplon-Orient-Express fuhr als einziger Zug des Orient-Express-Systems in der Zwischenkriegszeit täglich. Bei seiner Einführung war der Simplon-Orient-Express im Vergleich zu den Fahrzeiten des Orient-Express vor dem Krieg länger unterwegs, obwohl die Fahrstrecke durch die Schweiz im Vergleich zum alten Zuglauf kürzer war. Aufgrund der während des Kriegs mangelhaft unterhaltenen Strecken und der zeitraubenden, gegenüber der Vorkriegszeit erheblich ausgeweiteten Pass-, Zoll- und Devisenkontrollen war der Zug eine Nacht und einen Tag länger unterwegs als der Orient-Express im letzten Friedensfahrplan von 1914. Die Reisezeit von Paris nach Istanbul betrug am Anfang 96 Stunden, ließ sich aber schon bald kürzen. Der Zug benötigte von 1922 bis 1926 noch 70 Stunden und 1930 noch 57 Stunden für die ganze Fahrstrecke.

## Belletristik
Agatha Christies 1934 erschienener Kriminalroman Mord im Orient-Express scheint anhand der im Buch beschriebenen Kurswagenläufe fiktiv im Simplon-Orient-Express angesiedelt zu sein. Er gehört zu den bekanntesten Büchern, in denen der Orient-Express und die nach ihm benannten Varianten als Hintergrund bzw. Schauplatz dienen.
Der von Ian Fleming geschriebene James-Bond-Roman Liebesgrüße aus Moskau spielt teilweise ebenfalls im Simplon-Orient-Express.

## Unfälle
- Am 27. Oktober 1928 kollidierte der Bukarester Flügelzug zum Simplon-Orient-Express westlich von Bukarest bei Recea mit einem anderen Reisezug. Ein Feuer brach aus. 34 Menschen starben, 50 wurden verletzt.[17][18]
- Am 21. Oktober 1957 ereignete sich der Eisenbahnunfall von Istanbul, bei dem ein von Istanbul Richtung Paris fahrender Simplon-Orient-Express bereits kurz hinter Istanbul auf der eingleisigen Strecke frontal mit einem Nahverkehrszug zusammenstieß. Bei diesem Unfall starben 95 Menschen und 150 wurden verletzt.[19][20]

## Fahrpläne
- Simplon-Orient-Express et Taurus-Express. 1935 (SNCF-Archiv – Fahrplanbrochure, die vom 15. Mai 1935 bis 15. Mai 1936 gültig war).
- Horaire Simplon Orient Express 1938-1939. In: Forum Loco Revue. Abgerufen am 9. Juni 2019 (französisch, Forumthread mit Bildern von Originalfahrplänen, auch außerhalb der genannten Periode).
- Mon Simplon Orient Express en HO. In: Forum Loco Revue. Abgerufen am 12. Juni 2019 (Fahrplan von 1950).